# 司令官とコウノトリ
『司令官とコウノトリ』（しれいかんとコウノトリ、Il comandante e la cicogna）は2012年のイタリア・スイス・フランスのコメディ映画。
監督はシルヴィオ・ソルディーニ、出演はヴァレリオ・マスタンドレア、アルバ・ロルヴァケル、ジュゼッペ・バッティストンなど。
イタリア北西部の都市トリノを舞台に、懸命に生きる人々が織りなす人間模様を描いた群像劇である。
日本では2013年4月から5月にかけて開催された「イタリア映画祭2013」で上映された他、2020年11月から開催された「イタリア映画祭2020」では有料でオンライン配信された。

## ストーリー
イタリア北西部の都市トリノ。
妻テレーザを5年前に海の事故で亡くした水道屋のレオは、10代の娘と息子を男手一つで育てながら、夜毎、妻の幽霊と会話をする生活を送っている。
レオの息子エリアは、実存的な質問ばかりする賢く大人びた少年だが、家族に内緒でアゴスティーナと名付けた野生のコウノトリに夢中で勉強が疎かになっている。
エリアはアゴスティーナの餌を買う金がなかったため、スーパーでカエルの肉を万引きして捕まる。
そこで、同じように万引きで捕まった奇妙な中年の大男アマンツィオと出会い、親しく付き合うようになる。
アマンツィオは9年間も無職で、家賃収入だけで暮らしていたが、街中を歩き回りながら、世の中の不正などについて誰にも歓迎されない意見やアドバイスをしている変わり者で偏屈なインテリである。
そんなアマンツィオから部屋を借りている貧しい芸術家のディアーナは、滞納している家賃の支払いをアマンツィオから厳しく迫られており、逮捕された雇い主からの未払いのギャラを手に入れようと雇い主の弁護士マラファーノのもとを訪ねる。
ギャラについてはうやむやにされてしまったが、マラファーノから事務所の壁に壁画を描くように依頼され、手付金として当面の家賃と生活費を手にする。
レオの娘マッダレーナが元カレに性的な動画を晒されてしまう事件が起きる。
レオは同じアパートの住人のつてで弁護士のマラファーノに会い、動画の削除依頼ととともに元カレの両親を訴えることにする。
するとマラファーノは弁護士費用の代わりに、ある仕事を手伝ってほしいとレオに依頼する。
それは、ある金持ちの偽装破産に協力するものだったが、何も知らないレオは必要な書類にサインしてしまう。
動画はすぐに削除されたが、元カレの両親の必死の懇願に困惑したレオは訴えを取り下げることにする。
一方、偽装破産の企みに協力する過程で夫婦のふりをすることになったレオとディアーナは互いを意識するようになる。
エリアが世話をしていたアゴスティーナが行方不明になる事件が起きる。
アゴスティーナの足に付けていたエリアの連絡先に電話がかかってきて、アゴスティーナがスイスに飛んで行ったことがわかる。
エリアはアゴスティーナを連れて帰ろうと、アマンツィオとともにスイスに向かう。
一方、レオは家にマッダレーナの新しい恋人エミリアーノが忍び込んでいるのを見つける。
そこに帰ってきたマッダレーナとともにエミリアーノを追及すると、彼は探偵で、偽装破産に協力しているマラファーノ弁護士の不正の証拠を探すために忍び込んだと明かす。
そして、せめてもの罪滅ぼしとして、書き置きを残したまま行方がわからなくなったエリアの行方探しに協力し、パソコンのブラウザのアクセス履歴から、スイスに向かったことを突き止める。
レオはテレーザの幽霊とともにスイスに向かうと、そこにディアーナがいることに気付く。ディアーナは、運転免許を持っていないアマンツィオに頼まれ、車を運転してアマンツィオとエリアをスイスに連れてきたのである。
アゴスティーナは鉄塔にぶつかって怪我をしていたが、致命的ではなく、エリアはアゴスティーナを抱きながら寝ていた。
エミリアーノはレオから預かったマラファーノの不正の証拠書類をマラファーノに渡して金をもらう。
トリノに戻ったレオの寝室にやってきたテレーザは、レオがディアーナとともにベッドで寝ている姿を見つけ、安心して姿を消す。

## キャスト
- レオ・ブォンヴェント: ヴァレリオ・マスタンドレア - 水道屋。妻を亡くしたシングルファーザー。
- ディアーナ・リガモンティ: アルバ・ロルヴァケル - 貧しい芸術家。
- アマンツィオ・ゾズリッチ: ジュゼッペ・バッティストン - 変わり者で偏屈なインテリ。ディアーナの大家。
- テレーザ・ブォンヴェント: クラウディア・ジェリーニ（イタリア語版） - レオの亡妻。幽霊となってレオと会話。
- マラファーノ弁護士: ルカ・ジンガレッティ - ディアーナに壁画を依頼。レオに偽装破産を手伝わせる。
- エリア・ブォンヴェント: ルカ・ディローディ - レオの息子。コウノトリに夢中。
- マッダレーナ・ブォンヴェント: セレーナ・ピント - レオの娘。リベンジポルノの被害に。
- エミリアーノ: ミケーレ・マガンツァ（イタリア語版） - マッダレーナの新しい恋人。実は探偵。
- フィオレンツォ: ヤン・シー - レオの助手。中国人。

声の出演
- ジュゼッペ・ガリバルディの像: ピエルフランチェスコ・ファヴィーノ
- ジャコモ・レオパルディの像: ネリ・マルコレ（イタリア語版）
- レオナルド・ダ・ヴィンチの像: ネリ・マルコレ
- カッツァニーガの騎士像: ジージョ・アルベルティ（イタリア語版）

## 受賞歴
| 賞                                   | 部門             | 対象                                                                | 結果       |
| ------------------------------------ | ---------------- | ------------------------------------------------------------------- | ---------- |
| 第58回ダヴィッド・ディ・ドナテッロ賞 | 助演男優賞       | ジュゼッペ・バッティストン                                          | ノミネート |
| 第68回ナストロ・ダルジェント賞       | 助演女優賞       | クラウディア・ジェリーニ ※『Una famiglia perfetta』の演技と合わせて | ノミネート |
| 第68回ナストロ・ダルジェント賞       | オリジナル歌曲賞 | ヴィニチオ・カポッセラ バンダ・オシリス 「La cicogna」              | ノミネート |